# 崔杰民
崔杰民（1921年—2014年2月21日），山东省东阿县人，中华人民共和国政治人物。
担任金华师范学校校长，金华市委副书记、书记、金华市市长，金华地区经济委员会副主任。2014年2月21日去世。